# Україна. 30 років незалежності

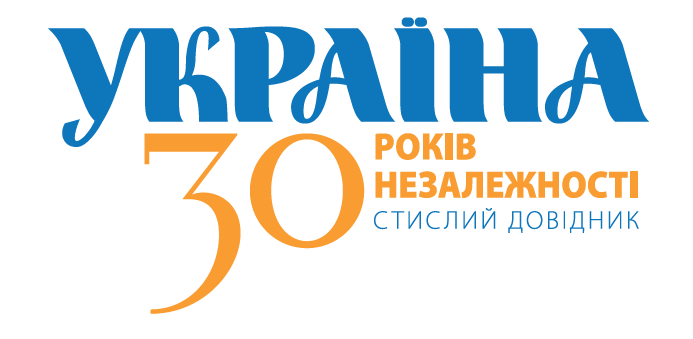
Титул обкладинки видання.

Україна. 30 років незалежності — довідкове видання Державної наукової установи «Енциклопедичне видавництво». Праця має енциклопедичний характер. Включає інформацію з історії, внутрішньої та зовнішньої політики, господарства, освіти, науки, релігії, мистецтва, спорту України. Видання ілюстроване — світлини, інфографіка, малюнки, рисунки, схеми, мапи тощо. Особливий акцент зроблено на здобутках періоду Незалежної України — 1991—2021 рр.
АВТОРСЬКИЙ КОЛЕКТИВ:
А. М. Киридон (керівник авторського колективу), А. В. Арістова,
В. Л. Бабка, В. С. Білецький, Ю. В. Богорадова, О. Д. Бойко, Н. С. Вербич,
В. В. Вечерський, Н. А. Гаврилишина, Г. І. Гайко, С. І. Гірік, С. В. Глухова,
В. М. Грицюк, М. Б. Гутман, М. Н. Єнін, Л. В. Зав’ялова, А. О. Іваненко,
В. С. Ігнатьєв, Т. С. Клецька, Л. В. Кобріна, О. Є. Лисенко, Д. М. Панчук,
А. В. Попов, А. О. Тищенко, К. Л. Торопчинова, С. С. Троян,
Т. В. Філімонова, В. К. Хільчевський, М. П. Хмара, О. В. Щербань.
НАУКОВО-РЕДАКЦІЙНА РАДА:
А. М. Киридон (голова), А. В. Арістова, Ю. В. Богорадова, С. І. Гірік,
М. Б. Гутман, Д. М. Панчук, А. О. Тищенко.